# Липа Таке
Ли́па Таке (лат. Tilia taquetii) — лиственное дерево, вид рода Липа (Tilia) семейства Мальвовые (Malvaceae); ранее род Липа обычно выделялся в самостоятельное семейство Липовые (Tiliaceae). Очень близка к липе амурской и отличается от неё густым рыжим войлочным опушением на молодых побегах, более или менее опушенными рыжими волосками черешками листьев и опушенными снизу листьями (к осени это опушение остается лишь в углах жилок).

## Ботаническое описание
Дерево до 25 м высотой. Кора серая, слабо шелушащаяся, на старых стволах бороздчатая. Молодые ветви густо рыжеопушённые звездчатыми шестилучевыми волосками; более старые голые, со светлыми чечевичками.
Почки яйцевидные, тупые, 6—7 мм длиной, большей частью с двумя почечными чешуями, первая из которых охватывает более половины основания почки, иногда с клювиком на верхушке, высота её более 2⁄3 высоты почки.

### Листья
Листья округло-яйцевидные, 3,5—7 см длиной и 2,5—6 см шириной, на верхушке внезапно-заострённые, в основании сердцевидные, реже усечённые, пильчато-зубчатые, с коротко заострёнными зубцами, плотные, сверху интенсивно-зелёные, снизу голубовато-сизоватые или бледные, вначале рыже-волосистые (звездчатые волоски с длинными лучами), затем лишь в углах жилок с бородками рыжих спутанных волосков, которые изредка попадаются кое-где и по жилкам; базальные жилки в числе 5—7, жилки второго порядка в числе 5—6, жилки третьего порядка слабо извилистые, между собой более или менее параллельные; черешки 2—4 см длиной, как и побеги густо-рыжеопушённые. Листья порослевых побегов дельтовидные, до 8—9 см длиной и шириной.

### Соцветия и цветки
Прицветный лист изменчивый, чаще обратнояйцевидный, 3—5 см длиной, 1—1,5 см шириной, на верхушке притуплённый или даже выемчатый, сверху зеленовато-палевый, снизу бледно-палевый, с обеих сторон по главной жилке рыжеопушённый, не доходящий до основания рыжеопушённого цветоноса на 1—2 см; цветонос отходит несколько ниже середины прицветного листа. Соцветие 5—5-цветковое. Цветки 10—12 мм в диаметре. Чашелистики яйцевидно-продолговатые, 4—5 мм длиной, снаружи мелко звездчато-опушённые, изнутри, особенно у основания и по краям длинно опушённые белыми извилистыми (курчавыми) волосками; лепестки обратноланцетные, на верхушке зубчатые, 5—6 мм длиной; тычинки 5—6 мм длиной, с более-менее уплощёнными нитями; завязь шаровидная, густо-светло-коричневоопушённая, 1,5—2 мм в диаметре; столбик голый, в нижней части прикрытый волосками завязи; рыльце пяти-лопастное. Цветёт в конце июня — начале июля.

### Плоды
Плоды шаровидные, около 5 мм в диаметре, гладкие (без рёбер) или неясно ребристые, тонко войлочно-опушенные. Плодоносит в августе.
Семядоли пяти-, семи-пальчато-лопастные, по краям и жилкам реснитчато-опушённые. Первый лист дельтовидный, с немногими относительно крупными зубцами, по краю и по жилкам жёстко реснитчато-опушённый.

## Распространение и экология
В естественном виде встречается на Дальнем Востоке (Приморский, Хабаровский края, Амурская область), в Корее, Северо-Восточном Китае.
Растёт в кедрово-широколиственных и широколиственно-еловых лесах, по склонам гор и в верхней части речных долин, от 200—250 до 700 м над уровнем моря. Липа Таке растёт также на островах залива Петра Великого, в частности на острове Елены, находящегося в непосредственной близости от Владивостока и закрытого для посещений туристами до 1996 года, что позволило защитить флору и фауну от антропогенного воздействия. Липа Таке на этом острове составляет основу широколиственных лесов. Наряду с ней в древостое участвуют: липа амурская, дуб монгольский, клён ложнозибольдов, диморфант семилопастный, вишня Саржента, граб сердцелистный, ясень маньчжурский. Подлесок в этих лесах составляет: калина Саржента, чубушник тонколистный, лещина маньчжурская, виноград амурский, актинидия острая. Наименее требовательна к теплу.

## Значение и применение
Медонос. Липа Таке, как и липа амурская, — важнейшее медоносное растение Дальнего Востока. В районах естественного произрастания начинает цвести 2—12 июля. Цветение продолжается 10—13 дней. Цветы выделяют большое количество нектара, капельки которого видны невооружённым глазом. В иные годы нектаровыделение у цветков продолжается и после оплодотворения, и даже у опавших цветков видны следы нектара. Нектаропродуктивность ста цветков, определённая в Култухинском лесхозе на севере Приморья, составляет 263—487,4 мг сахара. Продуктивность мёда в условиях Дальнего Востока — 1200 кг/га. Мёд липы Таке, в отличие от мёда липы мелколистной, не имеет горечи.

## Классификация
Вид Липа Таке относится к роду Липа (Tilia) семейства Мальвовые (Malvaceae).
|  |                  |  |                     |                          |                       |  | ещё 45 порядков покрытосеменных (согласно Системе APG II) | ещё 45 порядков покрытосеменных (согласно Системе APG II) |                                           |  |  |  | ещё около 204 родов | ещё около 204 родов |  |  |
|  |                  |  |                     |                          |                       |  | ещё 45 порядков покрытосеменных (согласно Системе APG II) | ещё 45 порядков покрытосеменных (согласно Системе APG II) |                                           |  |  |  | ещё около 204 родов | ещё около 204 родов |  |  |
|  |                  |  |                     | отдел Цветковые растения |                       |  |                                                           |                                                           | семейство Мальвовые                       |  |  |  |                     | вид Липа Таке       |  |  |
|  |                  |  |                     | отдел Цветковые растения |                       |  |                                                           |                                                           | семейство Мальвовые                       |  |  |  |                     | вид Липа Таке       |  |  |
|  | царство Растения |  |                     |                          | порядок Мальвоцветные |  |                                                           |                                                           | род Липа                                  |  |  |  |                     |                     |  |  |
|  | царство Растения |  |                     |                          |                       |  |                                                           |                                                           |                                           |  |  |  |                     |                     |  |  |
|  |                  |  | ещё около 21 отдела | ещё около 21 отдела      |                       |  |                                                           | ещё 10 семейств (согласно Системе APG II)                 | ещё 10 семейств (согласно Системе APG II) |  |  |  | ещё около 40 видов  |                     |  |  |
|  |                  |  |                     | ещё около 21 отдела      |                       |  |                                                           |                                                           | ещё 10 семейств (согласно Системе APG II) |  |  |  |                     |                     |  |  |